# Чемпионат мира по фигурному катанию 1910
Чемпионат мира по фигурному катанию 1910 года был проведён Международным союзом конькобежцев. Фигуристы соревновались в мужском, женском одиночном катании и в парном катании.
Соревнование среди мужчин проходили с 29 по 30 января в Давосе, среди женщин и среди пар — с 4 февраля в Берлине.

## Результаты

### Мужчины
| Место | Имя               | Страна   | Сумма мест |
| ----- | ----------------- | -------- | ---------- |
| 1     | Ульрих Сальхов    | Швеция   | 11         |
| 2     | Вернер Риттбергер | Германия | 14         |
| 3     | Андор Сенде       | Венгрия  | 20         |
| 4     | Пер Турен         | Швеция   | 25         |

### Женщины
| Место | Имя             | Страна   | Сумма мест |
| ----- | --------------- | -------- | ---------- |
| 1     | Лили Кронбергер | Венгрия  | 5          |
| 2     | Эльза Рендшмидт | Германия | 10         |

### Пары
| Место | Имя                                | Страна                                            | Сумма мест |
| ----- | ---------------------------------- | ------------------------------------------------- | ---------- |
| 1     | Анна Хюблер и Генрих Бургер        | Германия                                          | 8.5        |
| 2     | Людовика Эйлерс и Вальтер Якобссон | Германская империя/ Великое княжество Финляндское | 14         |
| 3     | Филлис Джонсон и Джеймс Джонсон    | Великобритания                                    | 19.5       |